# Flugplatz Leipheim

i7
i11
i13
Der Flugplatz Leipheim ist ein ehemaliger Militärflugplatz in unmittelbarer Nähe der Stadt Leipheim im Landkreis Günzburg im bayerischen Regierungsbezirk Schwaben. Ursprünglich konzipiert als Fliegerhorst der Luftwaffe, wurde er später zuerst von der U.S. Air Force und anschließend von der Luftwaffe der Bundeswehr weiter betrieben.
Seit 2010 wird das ehemalige Flughafengelände durch einen interkommunalen Zweckverband in ein Gewerbe- und Industriegebiet umgewandelt, das mittlerweile unter der Bezeichnung Areal Pro firmiert.

## Geschichte

### Fliegerhorst der Wehrmacht
Der Bau des Fliegerhorsts Leipheim begann am 1. April 1936. Er entstand größtenteils auf Leipheimer (132 ha) und Bubesheimer (88 ha) Flur. Weitere 30 ha befanden sich auf dem Gebiet der Stadt Günzburg. Knapp ein Jahr später wurden die ersten Flugzeuge auf den Platz verlegt. In den Jahren 1939 und 1940 waren die II. Gruppe des Kampfgeschwaders 51 sowie Teile des Kampfgeschwaders 55 dort stationiert. Zur gleichen Zeit wurde auf dem Gelände auch eine Flugzeugwerft der Messerschmitt AG errichtet. Der Erstflug der Me 262, des ersten serienmäßig hergestellten Strahlflugzeugs fand hier am 18. Juli 1942 statt. Ebenfalls wurden dort die Me 321, der größte jemals konstruierte bemannte Lastensegler und die motorisierte Version, der Großtransporter Me 323, gebaut. Die Me 321 schrieb mit dem Erstflug am 25. Februar 1941 ein weiteres Stück Geschichte des Fliegerhorstes. In den letzten Kriegsjahren kam es wiederholt zu Bombenangriffen, so dass die nahe Autobahn als Start- und Landebahn benutzt wurde. Der schwerste alliierte Luftangriff ereignete sich am 19. März 1945, als 84 B-24 Bomber der 8. US-Luftflotte 28 Messerschmitt Me 262 am Boden zerstörten. Der letzte Luftangriff fand am 9. April 1945 statt. Ende April 1945 wurde der von den Alliierten als Airfield R-59 bezeichnete Platz durch die vorrückenden amerikanischen Truppen besetzt.
Die folgende Tabelle zeigt die vollständige Auflistung aller fliegenden aktiven Einheiten (ohne Schul- und Ergänzungsverbände) der Luftwaffe der Wehrmacht die hier zwischen 1937 und 1945 stationiert waren.
| Von            | Bis            | Einheit                                            | Ausrüstung                                                                        |
| -------------- | -------------- | -------------------------------------------------- | --------------------------------------------------------------------------------- |
| März 1937      | April 1939     | II./KG 255 (II. Gruppe des Kampfgeschwaders 255)   |                                                                                   |
| September 1939 | Oktober 1939   | I./KG 76                                           | Dornier Do 17Z                                                                    |
| Oktober 1939   | November 1939  | I./KG 27                                           | Heinkel He 111P                                                                   |
| Oktober 1939   | Januar 1940    | Stab/KG 27                                         | Heinkel He 111P                                                                   |
| Februar 1940   | Juni 1940      | Stab und II./KG 55                                 | Heinkel He 111P                                                                   |
| Mai 1942       | November 1942  | KGr. z.b.V. 323                                    | Messerschmitt Me 323                                                              |
| Januar 1943    | Januar 1943    | IV./NJG 5 (IV. Gruppe des Nachtjagdgeschwaders 5)  | Messerschmitt Bf 110                                                              |
| März 1943      | April 1943     | III./KG z.b.V. 323                                 | Messerschmitt Me 323                                                              |
| Mai 1943       | Juli 1943      | III./TG 5 (III. Gruppe des Transportgeschwaders 5) | Messerschmitt Me 323                                                              |
| August 1943    | August 1943    | II./TG 5                                           | Messerschmitt Me 323                                                              |
| August 1943    | November 1943  | I./TG 5                                            | Messerschmitt Me 323                                                              |
| Oktober 1943   | Januar 1944    | Stab/TG 5                                          | Messerschmitt Me 323                                                              |
| Dezember 1943  | Mai 1944       | 2./JG 301 (2. Staffel des Jagdgeschwaders 301)     | Messerschmitt Bf 109G                                                             |
| Februar 1944   | April 1944     | III./JG 3                                          | Messerschmitt Bf 109G                                                             |
| März 1944      | März 1944      | I., II. und III./ZG 76                             | Messerschmitt Bf 110                                                              |
| April 1944     | April 1944     | II./NJG 5                                          | Messerschmitt Bf 110                                                              |
| Mai 1944       | August 1944    | 8./ZG 26 (8. Staffel des Zerstörergeschwaders 26)  | Messerschmitt Me 410                                                              |
| August 1944    | September 1944 | IV./NJG 6                                          | Messerschmitt Bf 110                                                              |
| September 1944 | September 1944 | 16./TG 4                                           | Arado Ar 232, Junkers Ju 90, Junkers Ju 252, Junkers Ju 352, Messerschmitt Me 323 |
| Oktober 1944   | November 1944  | III./NJG 6                                         | Messerschmitt Bf 110                                                              |
| April 1945     | April 1945     | I./KG 51                                           | Messerschmitt Me 262A                                                             |

### Nachkriegszeit

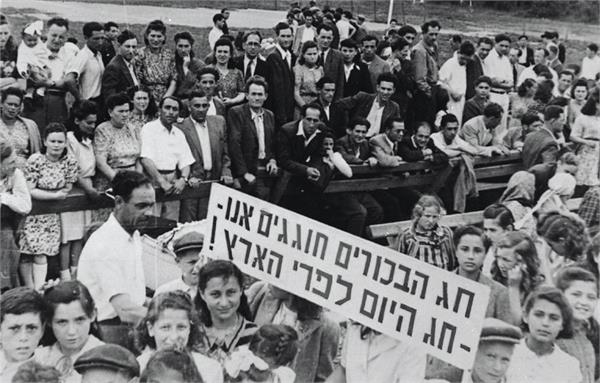
Displaced Persons bei der Bikkurimfeier in Leipheim im Mai 1947

Nach dem Ende des Zweiten Weltkriegs wurde 1945 in Leipheim auf dem Gelände ein Lager für „Displaced Persons“ eingerichtet. Das Lager, in dem bis zu 3150 Personen untergebracht waren, wurde im Juni 1950 aufgelöst.

### Leipheim Air Base und Fliegerhorst der Bundeswehr
1954 wurde die Start- und Landebahn verlängert, was zu einer erneuten Vergrößerung der Liegenschaft führte, später wurden unter anderem die charakteristischen Shelter und der Tower errichtet. Ab 1957 wurde der Flugplatz wieder fliegerisch genutzt, zunächst kurze Zeit als Leipheim Air Base durch die U.S. Air Force und ab 1959 als Fliegerhorst durch die Luftwaffe der neuen Bundeswehr. Zwischen Mitte der 1960er und Mitte der 1970er Jahre war mit dem Leichten Kampfgeschwader 44 ein fliegender Verband der Luftwaffe stationiert. Dieser wurde 1975 außer Dienst gestellt und Elemente des Geschwaders verstärkten das Deutsche Luftwaffenkommando Beja. Im Verteidigungsfall wären die fortan in Portugal stationierten Jets nach Leipheim zurückverlegt worden.

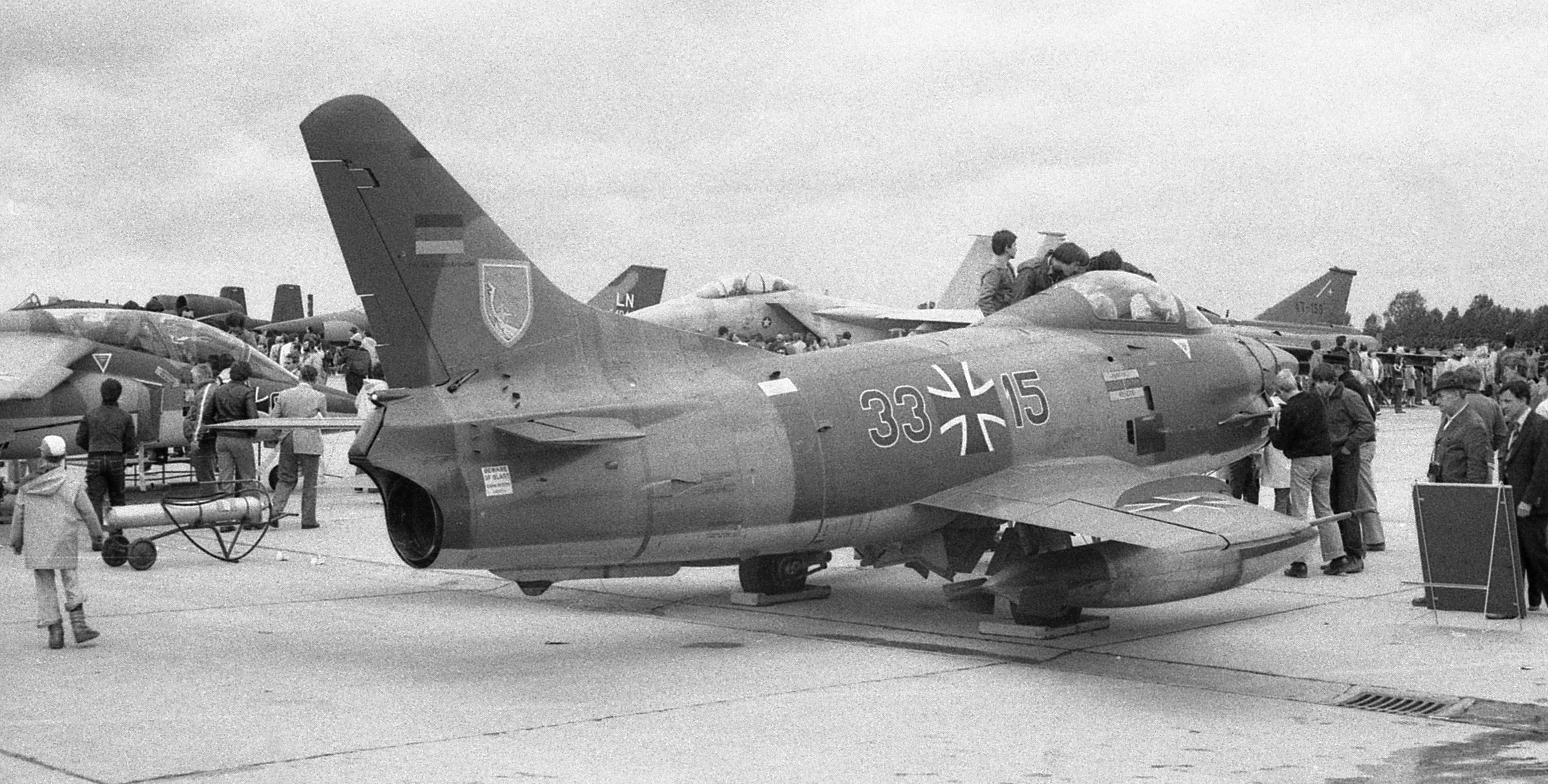
Eine Fiat G.91 R/3 des JaboG 43 aus Oldenburg in Leipheim, So. 1980

Leipheim wurde anstelle dessen Standort der Technischen Gruppe 31, deren Aufgabe u. a. die Übernahme der neu bestellten Alpha Jet war, deren erstes Exemplar 1979 eintraf.
Seit 1980 diente der Platz daneben bis 1992 als Forward Operating Location (FOL) von A-10 der 81st Tactical Fighter Wing der USAFE, die in RAF Bentwaters (England) stationiert war.
Im letzten Jahrzehnt des Kalten Kriegs war Leipheim permanenter Stützpunkt von nominell acht A-10-Erdkampfflugzeugen der United States Air Force, die zirka alle zwei Wochen ausgetauscht wurden. Sie bildeten das Detachement 2 (Det. 2) des auf der englischen Doppelbasis RAF Bentwaters/RAF Woodbridge beheimateten 81st Tactical Fighter Wings (81st TFW). Das Det. 2 wurde am 1. April 1979 aktiviert und am 25. September 1992 außer Dienst gestellt. Die Rotationen, jeweils ein Drittel einer Staffel, stellte bis Ende 1988 die 92nd Tactical Fighter Squadron (92nd TFS) und ab Anfang 1989 die 91st TFS, beide aus Bentwaters. Im Vorfeld der Stationierung entstanden in Leipheim 13 Hardened Aircraft Shelter.
Die deutsche Luftwaffe unterhielt ein Flugabwehrraketenregiment am Platz. Darüber hinaus war bis April 1987 das Luftwaffenausbildungsregiment 4 (I. Bataillon LwAusbRgt 4) in Leipheim stationiert, das später teilweise in die Standorte Ulm-Weststadt und Germersheim verlegt, bzw. bis September 1987 dann ganz aufgelöst wurde. Der militärische Flugbetrieb endete 1994 und die Flugabwehrraketen wurden ein Jahrzehnt später abgezogen. Im Jahr 2008 endete die militärische Nutzung.

### Gegenwart

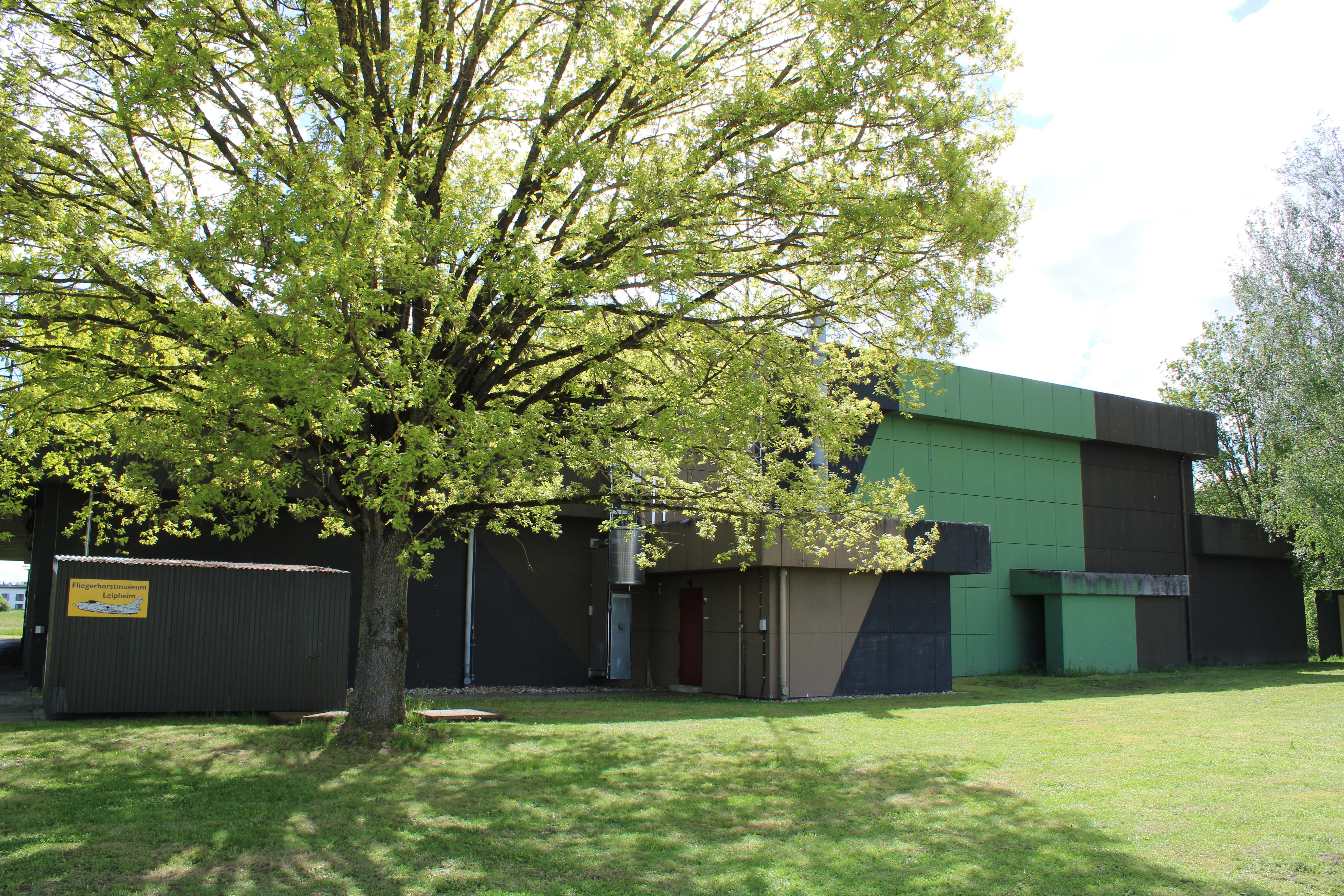
Fliegerhorstmuseum im ehemaligen Werftgebäude, 2021

Ein Zweckverband und die Stadt haben die Liegenschaft unter dem Titel „Interkommunales Gewerbegebiet Landkreis Günzburg“ vom Bund übernommen und betreiben auf dem mittlerweile als Areal Pro bezeichneten Gelände die Ansiedlung zahlreicher industrieller Betriebe. An dem Verband sind Leipheim selbst, der Landkreis Günzburg, die Stadt Günzburg und die Gemeinde Bubesheim beteiligt. Unmittelbar nach dem Ende der militärischen Nutzung wurde in den alten Gebäuden der Lufwaffenwerft 33 das Fliegerhorstmuseum Leipheim eingerichtet.
Auf einem Teil des Gewerbegebiets ist das Gaskraftwerk Leipheim geplant.
Nach einem Beschluss des Leipheimer Stadtrats wurde zwischen 2012 und 2014 die Südumgehung der Leipheimer Innenstadt auf dem Gelände errichtet und am 27. September für den Verkehr freigegeben, wobei die Trasse dabei größtenteils der ehemaligen Start- und Landebahn folgt. Im selben Jahr endete auch die Nutzung durch den Motor- und Segelfliegerclub Leipheim, der den westlichen Teil der ehemaligen Rollbahn als Start- und Landebahn und andere Gebäudlichkeiten als Vereinsheim oder auch als Flugzeughangar gebrauchte. Anfang des Jahres 2015 scheiterte die Ansiedlung eines 18 Hektar großen Ersatzteillagers des Automobilherstellers BMW, das dessen Werkstätten im süddeutschen Raum hätte beliefern sollen. Auf dem Areal befinden sich heute (Dezember 2017) Niederlassungen von Firmen wie AL-KO und Wanzl, sowie neu errichtete Logistikzentren der Speditionen Luible und Greiwing Logistics außerdem nutzen Mercedes-Benz und Fendt die ehemalige Landebahn als Testgelände für verschiedene Fahrzeug- bzw. Traktorenmodelle. Seit 2016 befinden sich außerdem Produktion und Hauptsitz von Britax Römer sowie seit 2018 die Verwaltung der Kreisabfallwirtschaft auf dem Gelände. In Planung befinden sich ein Zentrallager der Firma Transgourmet Deutschland sowie die neue Feuerwache der Feuerwehr Leipheim.